# محمد هشام قباني
محمد هشام قباني، عالم وشيخ صوفي من لبنان. تخرج باختصاص الكيمياء من الجامعة الأمريكية في بيروت، وحصل على شهادة في الفقه الإسلامي من دمشق. تزوج من ابنة الشيخ محمد ناظم الحقاني مرشد الطريقة النقشبندية. وحمل إجازة منه بتدريس الطريقة المذكورة. أسس المجلس الإسلامي الأعلى في أمريكا وترأسه، وهذا المجلس كناية عن منظمة تنادي بالتسامح والاعتدال المتأصّلين في الإسلام.

## وصلات خارجية
- شمس الشموس - موقع الطريقة النقشبندية الحقانية
- موقع للطريقة النقشبندية
- المكتبة المسموعة والمرئية للطريقة النقشبندية